# Hông lông
Hông lông, hông hoa lớn, hông hoàng gia, hông Triều Tiên, hông Hồ Bắc (danh pháp khoa học: Paulownia tomentosa) là một loài thực vật thuộc họ Paulowniaceae. Đây là loài bản địa Trung Quốc. Nó được Carl Peter Thunberg mô tả khoa học lần đầu tiên năm 1784 dưới danh pháp Bignonia tomentosa.

## Mô tả
Cây gỗ, cao đến 20 m; tán lá rộng, hình tán. Vỏ cây nâu xám. Các cành có mô xốp hình hột đậu rõ nét, có tuyến dính khi non. Phiến lá hình tim, khoảng 40 cm, xa trục có lông từ thưa đến rậm, gần trục thưa lông, đỉnh nhọn. Chùy hoa hình chóp đến hình nón hẹp, đến 50 cm; xim hoa 3-4 hoa. Cuống xim hoa 1–2 cm, gần dài bằng cuống hoa. Đài hoa hình chuông nông, khoảng 1,5 cm, mặt ngoài có lông măng; thùy đến 1/2 chiều dài đài hoa hoặc hơn, hình trứng-thuôn dài. Tràng hoa màu tía, hình phễu-hình chuông, kích thước 5,0-7,5 cm, có gờ mặt bụng, mặt ngoài có tuyến, mặt trong nhẵn nhụi. Nhị đến 2,5 cm. Bầu nhụy hình trứng, có tuyến. Đầu nhụy ngắn hơn nhị. Quả nang hình trứng, 3-4,5 cm, có lông tuyến dính rậm; vỏ quả ngoài khoảng 1 mm; đài bền có các thùy phẳng. Hạt 2,5–4 mm gồm cả cánh. Ra hoa tháng 4-5, tạo quả tháng 8-9.

## Môi trường sống
Mọc hoang hay được gieo trồng. Rừng, dốc núi, ở cao độ dưới 1.800 m. Có tại Trung Quốc (các tỉnh An Huy, Cam Túc, Hà Bắc, Hà Nam, Hồ Bắc, Hồ Nam, Giang Tô, Giang Tây, nam Liêu Ninh, Thiểm Tây, Sơn Đông, Sơn Tây, bắc Tứ Xuyên. Được gieo trồng tại Bắc Mỹ, châu Âu (Anh, Pháp, Italia, Czech, Slovakia), Turkmenistan, Uzbekistan, Nhật Bản, bán đảo Triều Tiên, Bangladesh.

## Phân loài và thứ
- Paulownia tomentosa var. tsinlingensis (Y.Y.Pai) T.Gong, 1976 (đồng nghĩa: Paulownia shensiensis Y.Y.Pai, 1935, Paulownia fortunei var. tsinlingensis Pai, 1935, Paulownia glabrata Rehder, 1913) - 光泡桐 (Quang bào đồng).  Mọc hoang hay được gieo trồng; ở cao độ dưới 1.700 m. Có tại Cam Túc, Hà Nam, Hồ Bắc, Thiểm Tây, Sơn Đông, Sơn Tây và bắc Tứ Xuyên.[4]

## Hình ảnh

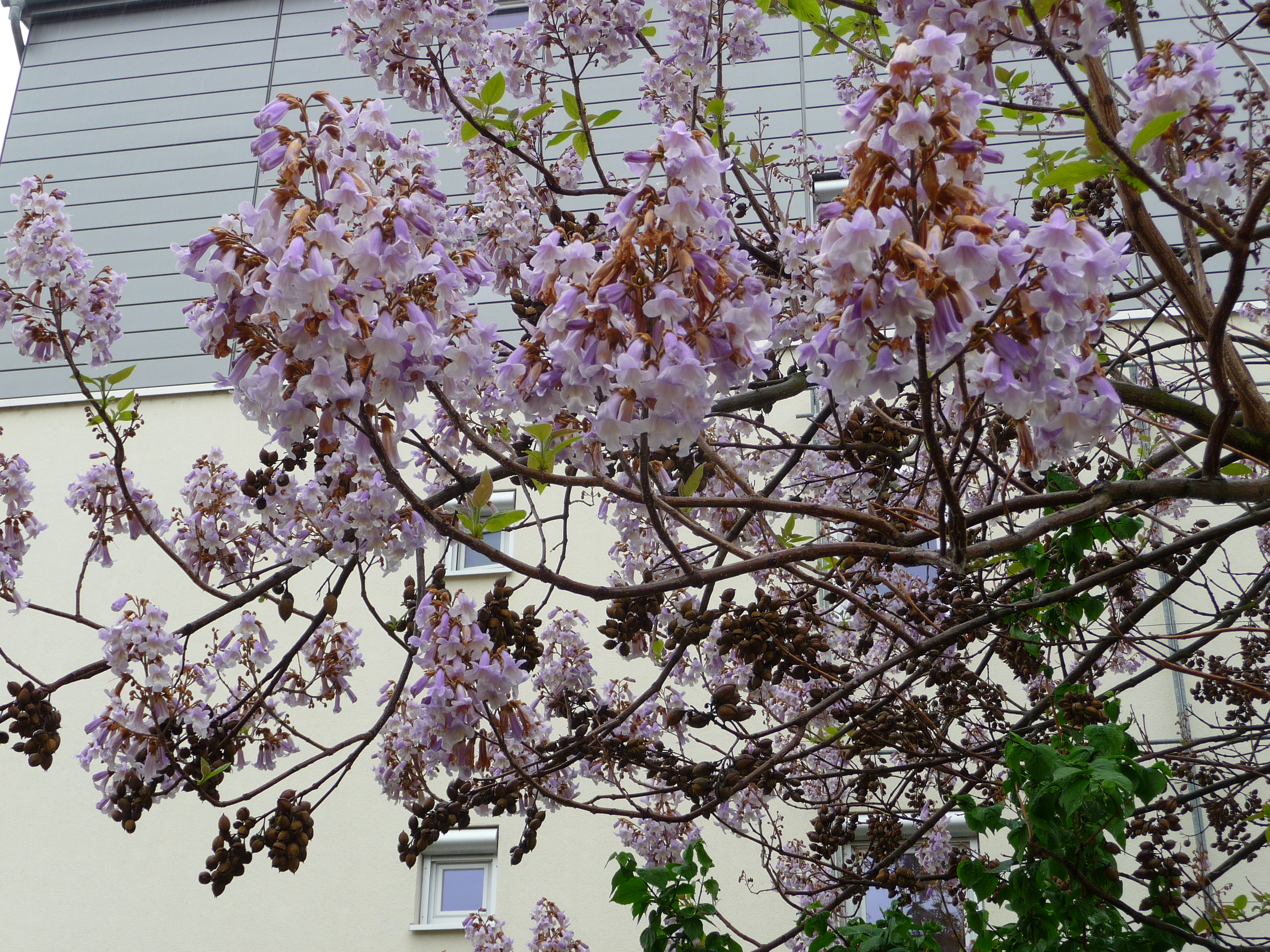
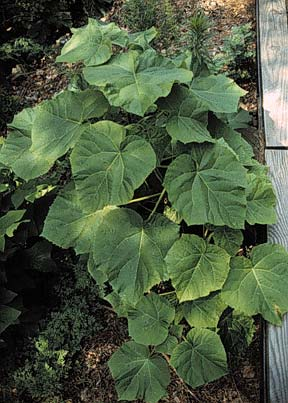
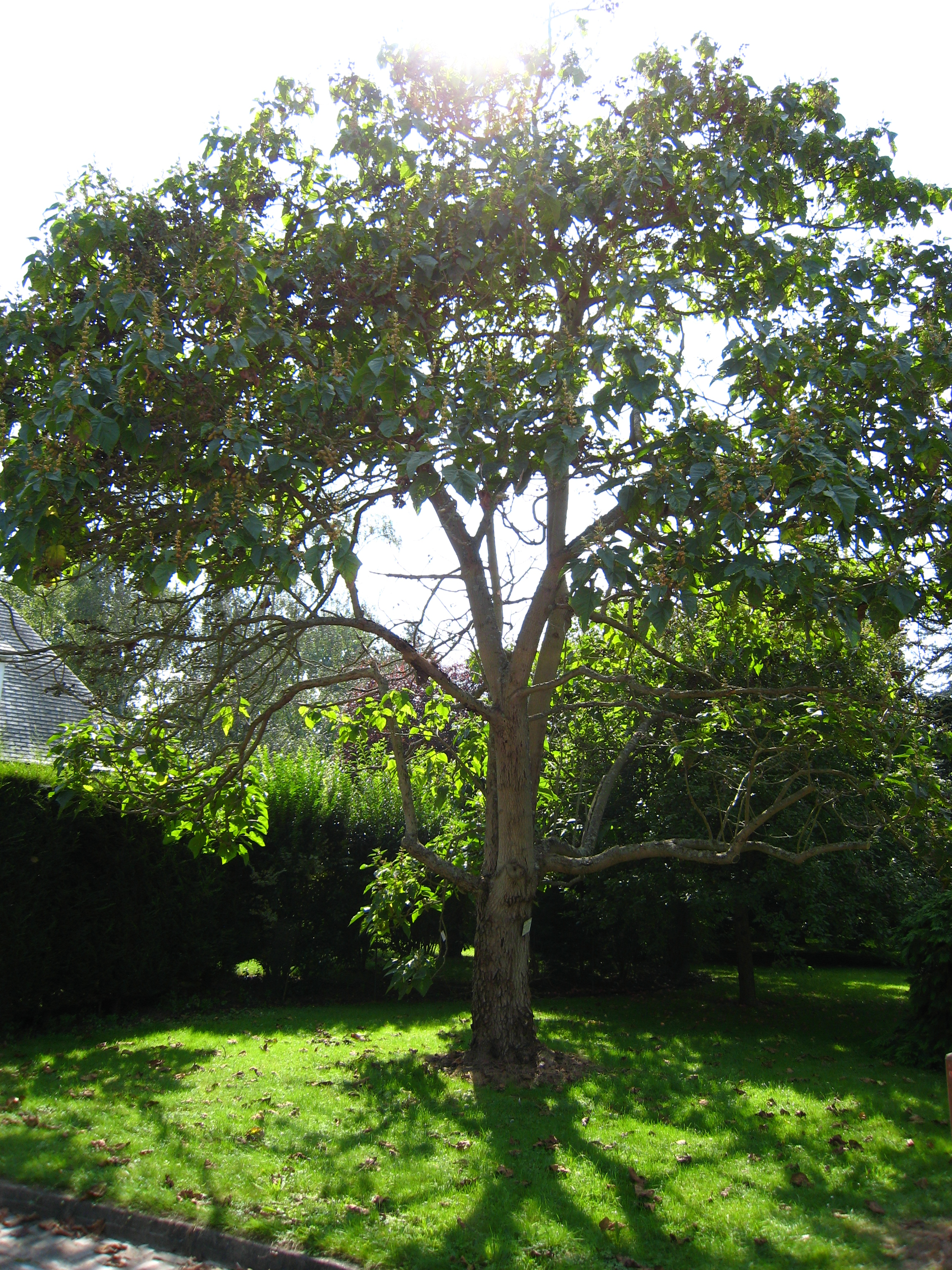
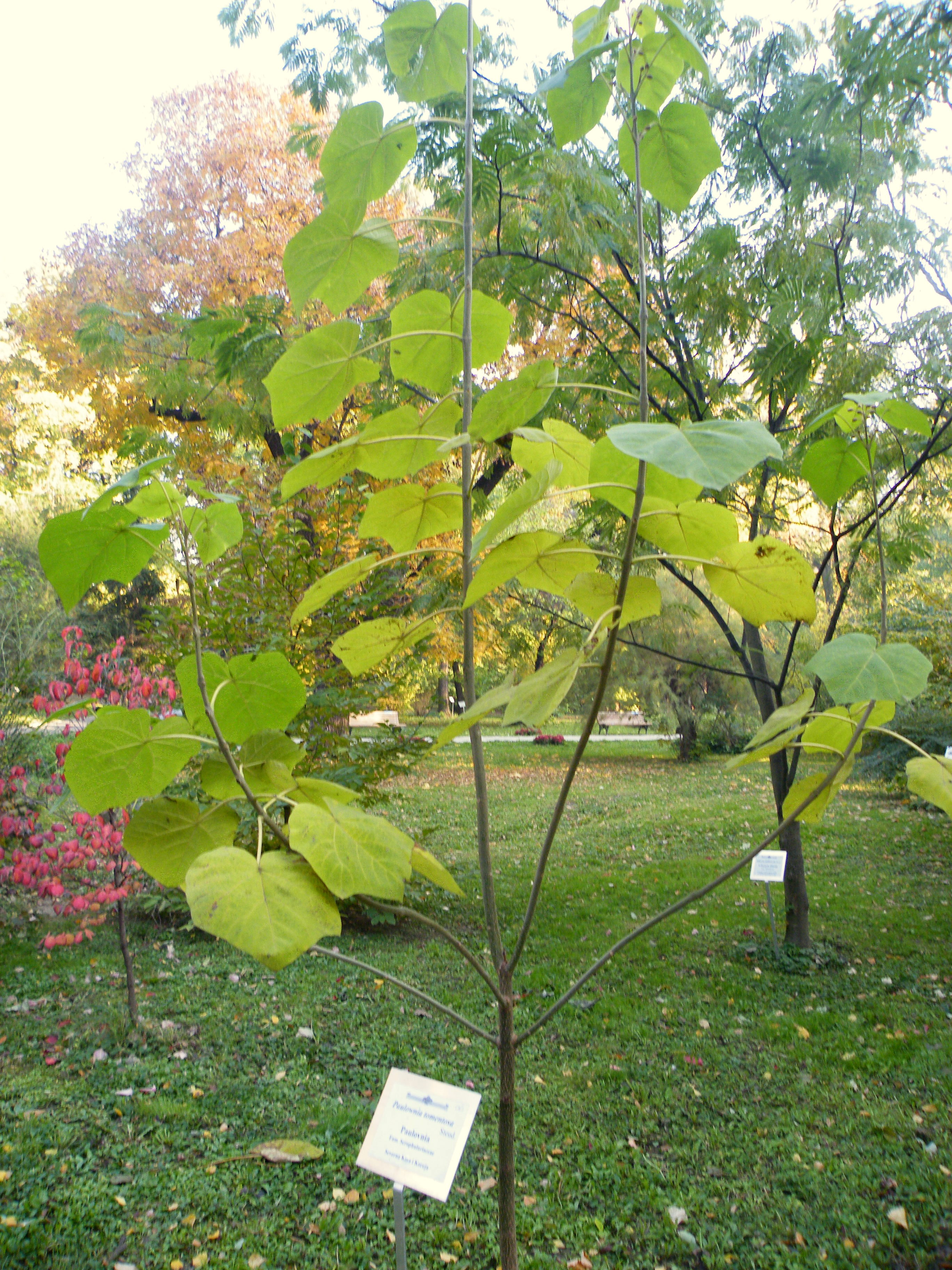